# Xã Hempfield, Quận Mercer, Pennsylvania
Xã Hempfield (tiếng Anh: Hempfield Township) là một xã thuộc quận Mercer, tiểu bang Pennsylvania, Hoa Kỳ. Năm 2010, dân số của xã này là 3.741 người.